# Kelford
Kelford – miasto w Stanach Zjednoczonych, w stanie Karolina Północna, w hrabstwie Bertie.